# Jungpaläolithikum
| Übersicht Urgeschichte | Übersicht Urgeschichte | Übersicht Urgeschichte | Übersicht Urgeschichte |
| ---------------------- | ---------------------- | ---------------------- | ---------------------- |
| Holozän                | (➚ Frühgeschichte)     | (➚ Frühgeschichte)     | (➚ Frühgeschichte)     |
| Holozän                | Eisenzeit              |                        |                        |
| Holozän                | späte Bronzezeit       |                        |                        |
| Holozän                | mittlere Bronzezeit    |                        |                        |
| Holozän                | frühe Bronzezeit       |                        |                        |
| Holozän                | Bronzezeit             |                        |                        |
| Holozän                | Kupfersteinzeit        |                        |                        |
| Holozän                | Jungsteinzeit          |                        |                        |
| Holozän                | Mittelsteinzeit        |                        |                        |
| Pleistozän             | Jungpaläolithikum      |                        |                        |
| Pleistozän             | Mittelpaläolithikum    |                        |                        |
| Pleistozän             | Altpaläolithikum       |                        |                        |
| Pleistozän             | Altsteinzeit           |                        |                        |
| Pleistozän             | Steinzeit              |                        |                        |

Das Jungpaläolithikum – von griech. παλαιός (palaios) „alt“ und λίθος (lithos) „Stein“ – bezeichnet den jüngeren Abschnitt der eurasischen Altsteinzeit beginnend vor rund 45.000 Jahren bis zum Ende der letzten Kaltzeit, das heißt bis zum Beginn des Holozäns vor 11.700 Jahren. Der Beginn des Jungpaläolithikums wird durch die Einwanderung des anatomisch modernen Menschen (Homo sapiens) nach Europa definiert. Gelegentlich begegnet man in populärwissenschaftlichen Schriften auch der Bezeichnung jüngere Altsteinzeit für diesen Zeitabschnitt.

## Früheste Belege für die Anwesenheit des anatomisch modernen Menschen in Europa
Die frühesten fossilen Belege für die Anwesenheit des anatomisch modernen Menschen in Europa sind bis zu 45.000 Jahre alt und stammen aus Bulgarien (Batscho-Kiro-Höhle), aus Italien (Grotta del Cavallo), aus England (Kents Cavern) und aus Rumänien (Peștera cu Oase). Damals lebten in Europa bereits seit Jahrzehntausenden die Neandertaler, denen die Kulturen des Szeletiens und des Châtelperronien zugeschrieben werden. Definitionsgemäß werden Kulturen des späten Neandertalers noch der vorangegangenen Periode des Mittelpaläolithikum zugerechnet. Die jüngsten, zweifelsfrei datierten Fossilfunde von Neandertalern stammen aus der Mesmaiskaja-Höhle in Russland und wurden auf ein Alter von 39.700 ± 1.100 Jahren (cal BP) datiert.

## Archäologische Kulturen des Jungpaläolithikums

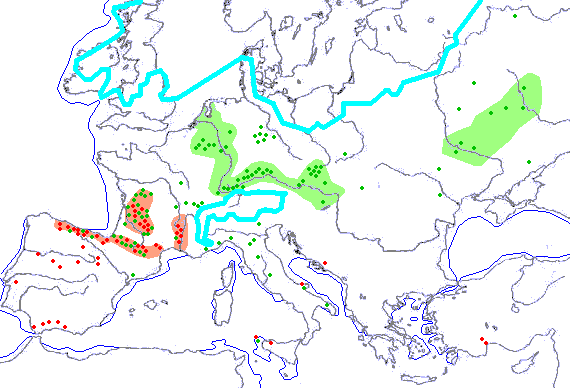
Funde des Jungpaläolithikums in Europa; rote Punkte: Felsmalereien, grüne Punkte: bewegliche Kunst (Plastiken)

Mit dem Jungpaläolithikum ist bei den Werkzeugen aus Feuerstein ein neuartiges Klingenkonzept unter Anlage eines „Leitgrates“ verbunden. Das bedeutet, dass auf dem Kern ein senkrechter Dorsal-Grat angelegt wird, der ein geradliniges Abfließen des Sprödbruchs entlang der Abbaufläche (und damit das Abtrennen langschmaler Abschläge=Klingen) ermöglicht. Dieses Konzept unterscheidet sich von der auf Levalloistechnik basierenden Klingenherstellung im Mittelpaläolithikum. Trotz einer graduellen Adaption des jungpaläolithischen Klingenkonzeptes bereits in Übergangsindustrien, die noch wesentliche Elemente der Levalloistechnik zeigen (Bohunicien in Mähren, Uluzzien in Italien), kann erst das Aurignacien als echtes Jungpaläolithikum bezeichnet werden.
Daneben gibt es außer Feuerstein-Spitzen nun verstärkt solche aus Knochen, Geweih und Elfenbein. Knochenspitzen mit „gespaltener Basis“ bilden eine Leitform des älteren Aurignaciens. Ein neues Werkzeug des Jungpaläolithikums ist der Stichel. Außerdem gibt es – verbunden mit der Einwanderung des modernen Menschen – nun erstmals Höhlenmalerei und Kleinkunst: Schmuck, Musikinstrumente und Elfenbeinfiguren (siehe jungpaläolithische Kleinkunst und Venusfigurinen).
Das mittlere Jungpaläolithikum wird mit dem Auftreten rückengestumpfter Klingen und Spitzen (Gravettien, 28.000 bis 22.000 BP) sowie mit dem nur in Frankreich und Kantabrien auftretenden Solutréen (22.000 bis 18.000 BP) definiert. Als spätes bzw. oberes Jungpaläolithikum werden das Magdalénien (inklusive Badegoulien) in Westeuropa sowie das Epigravettien im östlichen Mitteleuropa und Osteuropa bezeichnet.
Im engeren Sinne endet das Jungpaläolithikum (bei Unterteilung in älteres, mittleres und spätes Jungpaläolithikum) um 12.700 v. Chr., im weiteren Sinne (in der Dreifachgliederung Alt-, Mittel- und Jungpaläolithikum) schließt es das Spätpaläolithikum mit ein und endet an der Pleistozän-Holozän-Grenze etwa 9700 v. Chr.

## Spätpaläolithikum
Im südwesteuropäischen Kerngebiet des Magdaléniens gibt es um 12.500 v. Chr. einen Übergang zum Azilien, das dem Epipaläolithikum zugerechnet wird. Für ein einheitliches Verständnis des späten Jungpaläolithikums werden die Kulturen am Ende der Weichselkaltzeit im nördlichen Mitteleuropa daher als „Spätpaläolithikum“ bezeichnet.
Das Spätpaläolithikum beginnt mit der deutlichen Klimaerwärmung des Grönland-Interstadials 1e um 12.700 v. Chr., was dem Beginn des Meiendorf-Interstadials entspricht. Die Grenzziehung zwischen Jung- und Spätpaläolithikum erfolgt im deutschen Sprachraum nicht einheitlich. 14C-Daten der Hamburger Kultur entsprechen dem Meiendorf-Interstadial, so dass bei einer klimatischen Definition die Hamburger Kultur ebenfalls dem Spätpaläolithikum zugerechnet werden sollte. Dem steht entgegen, dass die Hamburger Kultur gleichzeitig mit dem jüngeren Magdalénien in Frankreich, Süddeutschland und Mähren war, so dass archäologische und klimageschichtliche Kategorien im Widerspruch zueinander stehen. In der Praxis wird der Konflikt meist umgangen, indem das „Spätpaläolithikum“ dem Jungpaläolithikum untergeordnet und nur im Sinne archäologischer Kulturen des nördlichen Mitteleuropa verwendet wird. In Norddeutschland und angrenzenden Gebieten werden die archäologischen Kulturen des Spätpaläolithikums nach typischen Werkzeugformen in die Federmesser-Gruppen und die Ahrensburger Kultur untergliedert.
Aufgrund fließender archäologischer Grenzen wird das Ende des Paläolithikums klimageschichtlich mit dem Ende der Jüngeren Dryas (9700 v. Chr.) und damit dem Wechsel der Erdzeitalter Pleistozän/Holozän definiert. Mikrolithen als typische Form des Mesolithikums gab es bereits im Spätpaläolithikum, so dass hier archäologisch keine scharfe Grenze besteht.

## Klima und Umwelt

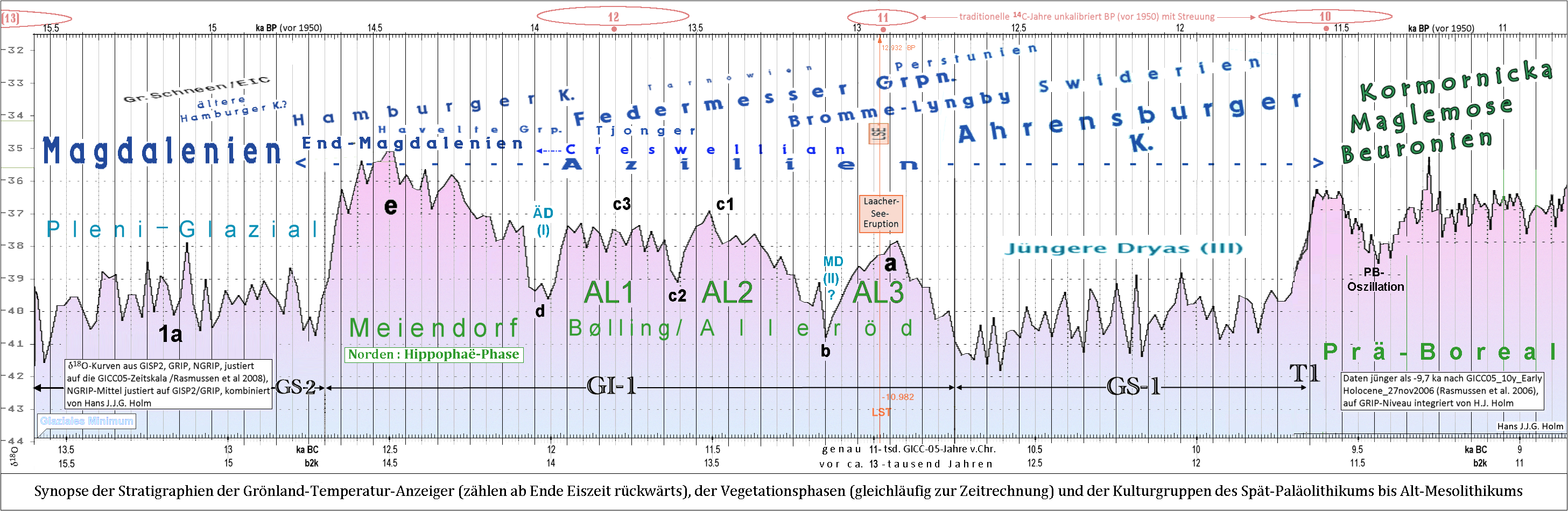
Endglazial – Eiskerndaten mit Kulturen Mitteleuropas

Erdgeschichtlich liegt das Jungpaläolithikum in der Periode des Jungpleistozäns. Klimatisch fällt das Jungpaläolithikum in den oberen Abschnitt der letzten Kaltzeit, deren zweites Kältemaximum um 20.000 bis 18.000 BP liegt. Nach teilweise interstadialen Bedingungen während des Aurignaciens mit feucht-gemäßigtem Klima herrscht während des Gravettiens kaltes und trockenes Klima vor. Das frühe Magdalénien ist in Südwesteuropa durch ein Interstadial gekennzeichnet (Lascaux-Interstadial), bei ansonsten überwiegend kaltem Klima. Nach dem Abschmelzen der letzten großen Inlandvereisung gibt es im Spätglazial Mitteleuropas eine erste Wiederbewaldung im Allerød-Interstadial, die von einer letzten Kaltphase (Jüngere Dryas) abgelöst wird.
Während und vor allem am Ende der Weichsel/Würm-Kaltzeit kommt es zum Aussterben vieler pleistozäner Säugetierarten. Das kann entweder mit Umweltveränderungen, Überjagung durch den Menschen („Overkill-Hypothese“) oder einer Kombination beider Ursachen erklärt werden.
Während der Höhlenbär bereits um 25.000 BP ausgestorben bzw. vom Cro-Magnon-Mensch ausgerottet worden ist, sind andere Großsäuger erst nach dem letzten Kältemaximum der Würm- bzw. Weichsel-Kaltzeit verschwunden. Dazu gehören Höhlenlöwe, Wollnashorn, Riesenhirsch und Steppenwisent. Das Mammut wurde aus Europa vollständig verdrängt und starb im Nordosten Sibiriens um 3000 v. Chr. aus.
Ca. 42.000 BP ereignete sich das Laschamp-Ereignis – eine kurzzeitige Umkehrung des Erdmagnetfeldes in Kombination mit Perioden geringer Sonnenaktivität. Laut einer Studie verursachte sie große Aussterbeereignisse und Umweltveränderungen und könnte zum Aussterben der Neandertaler und zum Auftreten von Höhlenmalerei zu dieser Zeit beigetragen haben. Für ~700 Jahre waren Polarlichter weltweit – nicht nur an den Polen – sichtbar und schädliche Strahlung erhöht.

## Belege
1. ↑  Jüngere Altsteinzeit, steinzeitung.ch
2. ↑  Jörg Orschiedt, Gerd-Christian Weniger (Hrsg.): Neanderthals and Modern Humans – Discussing the Transition. Central and Eastern Europe from 50.000–30.000 B.P. Kolloquium Neanderthal Museum 1999. Wissenschaftliche Schriften des Neanderthal Museums. Mettmann 2000.
3. ↑  Joachim Hahn: Erkennen und Bestimmen von Stein- und Knochenartefakten: Einführung in die Artefaktmorphologie. Archaeologica Venatoria 10. 2. Auflage. Tübingen 1993. S. 109–115
4. ↑  João Zilhão, Francesco d’Errico: The chronology and taphonomy of the Earliest Aurignacian and its implications for the understanding of Neandertal extinction. In: Journal of World Prehistory. Band 13, 1999, S. 1–68.
5. ↑  João Zilhão, Francesco d’Errico (Hrsg.): The Chronology of the Aurignacian and of the Transitional Technocomplexes. Dating, Stratigraphies, Cultural Implications. 14. UISPP-Kongress Lüttich 2001, Lissabon 2003.
6. ↑  Joachim Hahn: Kraft und Aggression. Die Botschaft der Eiszeitkunst im Aurignacien Süddeutschlands? In: Archaeologica Venatoria. Band 7, Tübingen 1986.
7. ↑  Gerhard Bosinski: Die Anfänge der Kunst – Das Jungpaläolithikum in Deutschland. In: Menschen – Zeiten – Räume. Archäologie in Deutschland. Theiss, Stuttgart 2002, S. 113–120.
8. ↑  Thomas Litt, Karl-Ernst Behre, Klaus-Dieter Meyer, Hans-Jürgen Stephan und Stefan Wansa: Stratigraphische Begriffe für das Quartär des norddeutschen Vereisungsgebietes. In: Eiszeitalter und Gegenwart (Quaternary Science Journal). Band 56, Nr. 1/2, 2007, S. 7–65 (speziell S. 59) ISSN 0424-7116 doi:10.3285/eg.56.1-2.02.
9. ↑  Alanna Mitchell:  A Hitchhiker’s Guide to an Ancient Geomagnetic Disruption In: The New York Times, 18. Februar 2021. Abgerufen am 5. März 2021
10. ↑  Alan Cooper et al.: A global environmental crisis 42,000 years ago. In: Science. 371. Jahrgang, Nr. 6531, 19. Februar 2021, ISSN 0036-8075, S. 811–818, doi:10.1126/science.abb8677 (englisch, sciencemag.org).